# Dechenwald
Dechenwald är ett kommunfritt område i Landkreis Roth i Regierungsbezirk Mittelfranken i förbundslandet Bayern i Tyskland.